# 30 × 165 mm
Die 30 × 165 mm ist eine sowjetische Granatpatrone, die in Bordkanonen verschiedener Bauart eingesetzt wird.

## Geschichte
Die Granatpatrone wurde Ende der 1970er-Jahre für die neueren Bordkanonentypen entwickelt.

## Waffen
- 30-mm-Kanone 2A42 (Sowjetunion/Russland)
  - STM-2 (Ukraine)
- 30-mm-Kanone 2A72 (Sowjetunion/Russland)
  - STM-1 (Ukraine)
- Grjasew-Schipunow GSch-30-2 (Sowjetunion/Russland)
- Grjasew-Schipunow GSch-301 (Sowjetunion/Russland)
- Grjasew-Schipunow GSch-6-30 (Sowjetunion/Russland)
- AK-630 Nahbereichsverteidigungssystem (Sowjetunion/Russland)
- 30-mm-Kanone 2A38 (Sowjetunion/Russland)

## Munitionsarten

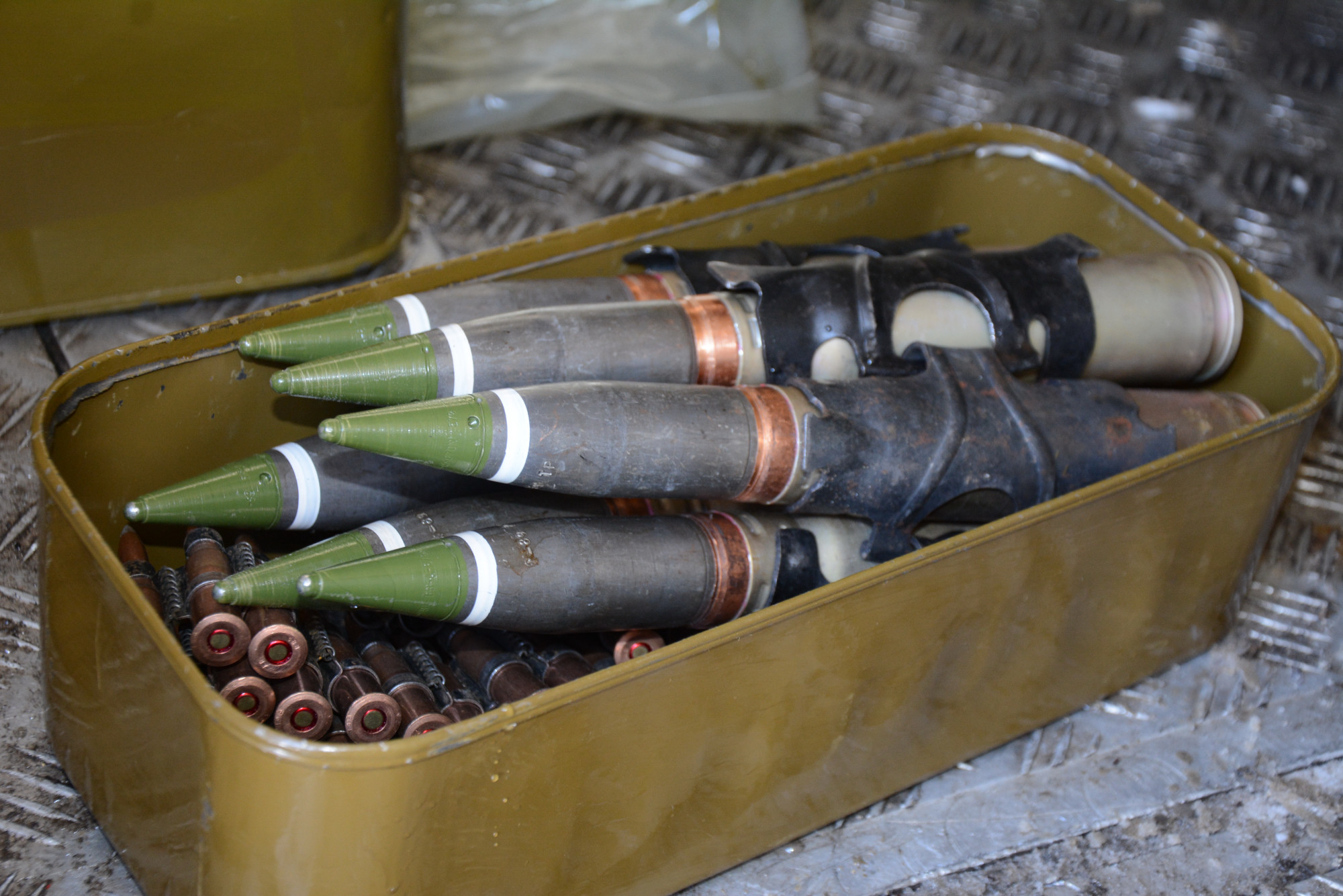
Übungsmunition

| Bezeichnung | Munitionsart (Natoklassifikation)                         | Geschossmasse (g) | Sprengstoffmasse (g) | Mündungsgeschwindigkeit (m/s) | Bemerkung                                                                                                   |
| ----------- | --------------------------------------------------------- | ----------------- | -------------------- | ----------------------------- | --- |
| 3UOF8       | Spreng-Brandgeschoss (HEI-FRAG)                           | 389               | 48,5 g               | 960                           | Zünder A-670M.                                                                                              |
| 3UOR6       | Spreng-Leuchtspur (HEI-T)                                 | 385               | 11 g                 | 960                           | Zünder A-670M                                                                                               |
| 3UBR6       | Panzer-Leuchtspur (APC-T)                                 | 400               | -                    | 970                           | 18 mm RHA / 60° in 1500 m Entfernung                                                                        |
| 3UBR8       | Panzerbrechendes Wolfram-Geschoss mit Treibspiegel (APDS) | 304               | -                    | 1120                          | Unterkaliber-Wuchtgeschoss mit Kunststofftreibspiegel. Durchschlagsleistung: 25 mm RHA in 1500 m Entfernung |
| M929        | Wolfram-Unterkaliber-Leuchtspurpfeilgeschoss (APFSDS-T)   | ?                 | -                    | ?                             | Belgischer Hersteller; Durchschlagsleistung: 55 mm RHA in 1000 m Entfernung, 45 mm auf 2000 m.              |
| 30 JOCvSv   | Übungsmunition (HETP-T)                                   | 386               | -                    | 960                           | Tschechische Übungsmunition mit Selbstzerstörungszünder A-390.                                              |
| UP          | Übungsmunition (TP)                                       | 386               | -                    | 960                           | Inerte Übungsmunition                                                                                       |